# 1370er
Portal Geschichte | Portal Biografien | Aktuelle Ereignisse | Jahreskalender | Tagesartikel

◄ |
13. Jh. |
14. Jahrhundert
| 15. Jh. | ►

◄ |
1340er |
1350er |
1360er |
1370er
| 1380er | 1390er | 1400er | ►

1370 |
1371 |
1372 |
1373 |
1374 |
1375 |
1376 |
1377 |
1378 |
1379

## Ereignisse
- Armbrüste aus Stahl kommen auf.
- 1371: Das Großserbische Reich stellt sich dem türkischen Vormarsch entgegen.
- 1378 bis 1381: Chioggia-Krieg zwischen Genua und Venedig.